# 작전 중 실종

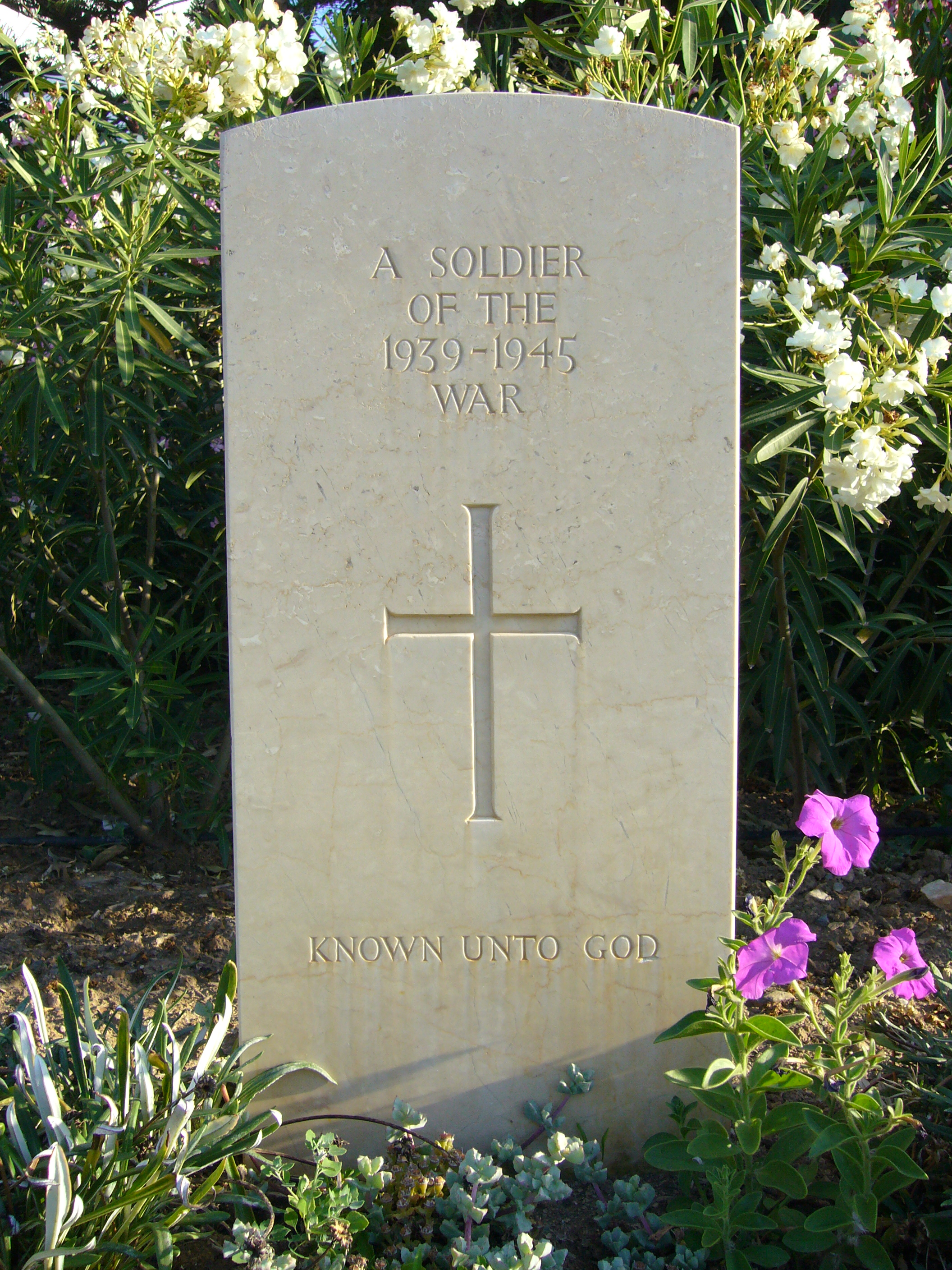
2차 세계 대전 중인 1943년에 사망한 영국군 무명용사의 묘.

작전 중 실종(作戰中失踪, 영어: missing in action, MIA)은 무장복무인원이 복무 중 실종된 것으로 보고되었을 경우에 해당하는 인적 손실이다. 작전행동 중 행방불명(作戰行動中行方不明)이라고도 한다. 실종자는 작전 중 사망했거나, 작전 중 부상당했거나, 전쟁 포로가 되었거나, 또는 탈영했을 수도 있다. 실종된 이후 죽어 버렸다면 시체나 무덤조차도 제대로 찾을 길이 없다.

## 같이 보기
- 배터리 파크
- 작전 중 실종자의 정원
- 무명 용사의 무덤